# Mera Jism Meri Marzi
Mera Jism Meri Marzi (em hurdu: میرا جسم میری مرضی; português: Meu corpo, minhas regras) é um slogan feminista usado por feministas no Paquistão para exigir autonomia corporal e protestar contra a  violência de gênero.
O slogan foi popularizado pela Marcha Aurat no Paquistão, que foi observada no Dia Internacional da Mulher desde 2018.

## Antecedentes e contexto
'...“Quando eu digo
 'Mera Jism Meri Marzi',
 não quero dizer

 que quero tirar minhas roupas off
 e correr nua!
....Quero dizer que
 sou um ser humano
 e este é o meu corpo,
 então cabe a mim
 permitir que você
 olhe para ele
 ou o toque, ou não.
 Significa que
 posso denunciá-lo
 se não obedecer.
 Isso significa que
 posso tomar uma ação
 contra você se você me assediar
 porque você
 não tem direito sobre o MEU corpo.”
 ~ Mahira Khan.

– Daily 
 "Mahira Khan é alvo de críticas
 por apoiar  o slogan
 Mera Jism Meri Marzi slogan’".
Fevereiro de 2021
O termo Mera Jism Meri Marzi foi cantado pela primeira vez no Paquistão durante a Marcha Aurat em 2018. Cartazes mencionando este e outros slogans foram usados pelos manifestantes e organizadores da marcha.
A marcha foi severamente criticada por direitistas, que viram a marcha como uma oposição aos valores socioculturais e religiosos da sociedade paquistanesa, que é patriarcal e predominantemente muçulmana. Esses direitistas pensaram que esse slogan era um apelo à vulgaridade e à nudez. No entanto, as feministas disseram que o slogan deve ser interpretado em um sentido mais amplo: elas estão protestando contra o abuso e o assédio e apoiando a ideia de que as mulheres não devem ser tocadas ou perseguidas sexualmente contra sua vontade. Segundo Muhammad Anwar Nasar, trata-se de uma expressão simbólica e precisa de apoio acadêmico para ser entendido. A expressão (retórica) sublinha a violência estrutural, as injustiças e a desigualdade infligidas às mulheres da sociedade paquistanesa de várias formas, como crimes de honra, ataques com ácido e assédio em locais e escritórios públicos, estupro de crianças, trabalho feminino na forma de parto, casamentos de meninas menores com um homem idoso, casamentos forçados de crianças, os costumes Vani de entregar meninas a famílias prejudicadas para acabar com as disputas e a violência doméstica. O aprendizado aliado a essa retórica também afirma por um mundo com igualdade de gênero e com o mínimo de discriminação de gênero.
Zainab Najeeb aconselha os contrários ao uso do slogan 'Mera Jism Meri Marzi' a enxergar o termo como realmente não é. A intenção por trás do slogan não é promover a prostituição, pois os opositores podem estar levando o público paquistanês a acreditar erroneamente. Najeeb afirma que, uma vez que as religiões reconhecem verdades objetivas e as mulheres são humanas, como seres humanos, elas deveriam ter total autonomia corporal sobre seus corpos, então, religiosamente falando, não há nada de errado nessa expectativa. Najeeb afirma que o slogan é uma declaração de independência das mulheres que estão sendo suprimidas por noções de ser a honra de outra pessoa ou mercadoria trocável ou um pedaço de carne. Najeeb também afirma que o slogan trata apenas de expectativas de liberdade das mulheres para salvar seus corpos de olhares ou toques indesejados, escolher um parceiro para a vida que respeite sua autonomia corporal ou não ter um parceiro, a liberdade de buscar apoio relacionado à saúde sem fazer tabu social sobre a natureza da doença e sem se sentir sobrecarregado por desfrutar da liberdade nos espaços públicos.

## Uso
O slogan foi usado pela primeira vez no Paquistão durante a Marcha Aurat em 2018. Também esteve presente durante a Marcha Aurat em 2019 e, posteriormente, na edição de 2020. Tornou-se um debate na imprensa do país e uma conversa de cidade em plataformas nas rede sociais, mas principalmente é criticado por não estar em conformidade com as normais culturais no país. Esse movimento levantou a hashtag "#MeraJismMeriMarzi" nas plataformas digitais, assim como, a campanha contrária das pessoas contra essa manifestação também foi divulgada com a hashtag ""#WeRejectMeraJismMeriMarzi".

## Variações
O uso de Mera Jism Meri Marzi levou a novos slogans. Muitos cartazes no Aurat March descobriram como contornar as quatro palavras principais com noção semelhante, como:
- Meri Zindagi Meri Marzi ( میری زندگی میری مرضی‎ ; "Minha vida, minha escolha")
- Meri Zindagi Mere Fisalay ( میری زندگی میرے فیصلے‎ ; "Minha vida, minhas decisões")
- Meri Zindagi Mera Ikhtiyar ( میری زندگی میرا اختیار‎ ; "Minha vida, minha discrição")
- Mera Mazhab Meri Marzi ( میرا مذہب میری مرضی‎ ; "Minha religião, minha escolha")
- Mera Wajood Meri Marzi ( میرا وجود میری مرضی‎ ; "Minha existência, minha escolha")
- Mera Pôster Tumhari Marzi? ( میرا پوسٹر تمہاری مرضی؟‎ ; "Meu pôster, sua escolha?")

## Críticas
Estes e outros slogans como Nazar teri gandi aur purdah mein keroun ("Porque eu adoto o véu por causa do seu mau hábito de cobiçar"), Agar dupatta itna pasand hai tou apni aankhon pe bandh lo ("Se você gosta tanto de lenço, então amarre-o no seu olhos"), Tu kare tou Stud, Mai Karun tou Slut ("Se você fizer isso, Stud, mas se eu fizer, então Slut"), Khana khud garam karo ("Prepare a comida você mesmo") de Aurat March foram alvo de críticas pela direita religiosa no Paquistão, uma vez que tais termos eram considerados em desconformidade com os valores sociais e éticos do país. Foi considerado indecente pelo clero e um painel da Assembleia Nacional o chamou de imoral. Além disso, também foi criticado por não abordar os problemas reais das mulheres paquistanesas e minar os valores. O uso de Mera Jism Meri Marzi foi bastante discutido nas redes sociais,. Tornou-se uma ferramenta principal na guerra de liberais e direitistas na internet, gerando divergências de opiniões sobre o assunto. O tema também foi disutido na grande mídia com ativistas de direitos humanos que atestam e clérigos o consideram anti-islâmico. Feministas defenderam o slogan citando o mais recente incidente de assassinato de honra (fevereiro de 2020) no qual dois irmãos mataram sua irmã e seu filho por se casar com uma pessoa de sua própria escolha e, assim, exercer autonomia sobre seu próprio corpo. No entanto, os especialistas neutros viram que ambos os lados foram extremos na defesa de suas narrativas.

## Controvérsias
Em meio à briga de Aurat March, o famoso escritor Khalil ur Rehman Qamar apareceu em um talk show no Neo News, onde durante o debate ele surtou com a ativista feminista Marvi Sirmed ao interrompê-lo com o uso do termo Mera Jism Meri Marzi, isto é, fazendo comentários misóginos sobre ela e envergonhando seu corpo, o que levou a críticas e boicote a ele pela fraternidade da mídia. No entanto, nas redes sociais, muitas pessoas se reuniram em apoio a Qamar, agradecendo pelo seus comentários.
Devido à discussão em andamento sobre os veículos de comunicação, a Autoridade Reguladora de Mídia Eletrônica do Paquistão (PEMRA) divulgou um aviso com restrições aos veículos de imprensa sobre o assunto e a veiculação de slogans, pois as pessoas que se sentiram ofendidas protestaram contra a PEMRA e no Portal do Cidadão.
Um caso foi arquivado no Tribunal Superior de Lahore para impedir que a Marcha Aurat e esses slogans fossem discutidos durante a audiência; no entanto, o tribunal permitiu com a condição de que nenhum slogan discriminatório ou imoral fosse usado. Outro caso também foi arquivado no Supremo Tribunal de Islamabad para impedir Marcha Aurat. O tribunal perguntou ao peticionário como esses slogans são contra o Islã e rejeitou a petição.

## Sarcasmo emsloganse guerra de memes
Devido ao uso do termo "Meu corpo, minhas regras", pessoas contrárias a este slogan ironizaram a situação com o uso destas três principais frases principais: Apni chupkalli khud maro ("Mate o lagarto você mesmo"), Ladies first, Gents first ayega ("Quando haverá cavalheiros primeiro"), Meri nazrein, Meri marzi ("Meus olhos, minha vontade"). O sarcasmo atribuído nestes slogans eram principalmente recíprocos e leves, com algums ridicularizações também. Sendo assim, a guerra virtual entre liberais e direitistas, também se tornou um material de memes nas redes sociais.
Além disso, a BBC Urdu informou que as mulheres que apoiaram o slogan 'Mera Jism Meri Marzi' em março anterior reclamam que, além das ameaças ao seu bem-estar físico, as mentalidades patriarcais usaram o slogan para banalizar os problemas das mulheres, incluindo justificar a masturbação e piscar em locais públicos. Em Tribune Warda Imran questionou os fenômenos de apropriação indébita do termo para zombar de crimes graves e sustentar formas de violência estrutural contra as mulheres, tentando negar espaços públicos e oportunidades iguais às mulheres.

## Na cultura popular
- Websérie Aurat Gardi, por Javeria Saud.[26]